# Дуб черешчатий (Полтава, Мясоєдова)
Дуб черешчатий — колишня ботанічна пам'ятка природи місцевого значення в Україні. Була розташована в Полтаві по вулиці Мясоєдова 27/29, біля Полтавської гравіметричної обсерваторії Інституту геофізики імені С. І. Суботіна.
Площа пам'ятки була 0,02 га. Статус був наданий згідно з рішенням Полтавського облвиконкому № 671 від 28.12.1982 для збереження одинокого вікового дерева дуба звичайного віком біля 300 років. Перебував у віданні Управління житловокомунального господарства Полтавського міськвиконкому.